# St. Andreas (Betheln)

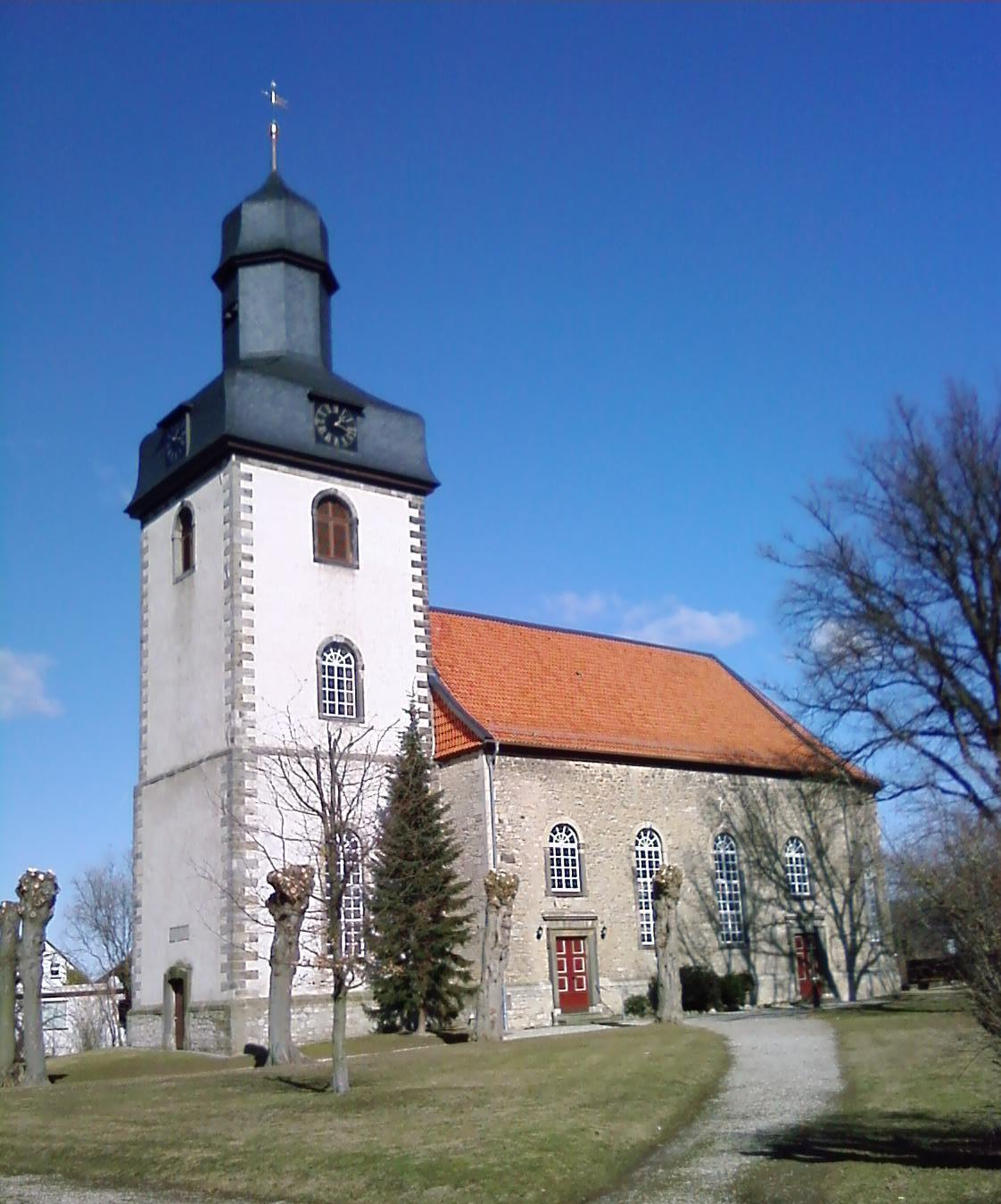
St. Andreas

Die evangelisch-lutherische denkmalgeschützte Kirche St. Andreas steht in Betheln, einem Ortsteil von Gronau im Landkreis Hildesheim in Niedersachsen. Die Kirchengemeinde gehört zum Kirchenkreis Hildesheimer Land-Alfeld im Sprengel Hildesheim-Göttingen der Evangelisch-lutherischen Landeskirche Hannovers.

## Geschichte
Um das Jahr 850 erfolgte der erste Kirchenbau in Betheln von der Missionskirche Elze. Die älteste schriftliche Erwähnung stammt aus dem Jahr 1125. Der Hildesheimer Bischof Berthold I. von Alvensleben stellte am 22. Mai 1125 die Bethelner St. Andreas-Kirche unter den Schutz des Klosters Marienrode. Im Jahr 1296 übertrug der Abt Widekind von Marienrode dem Kloster Escherde das Kirchenpatronat der Kirche in Betheln. Ab 1803 galt das weltliche Patronat durch den Landesherr. Am 13. Juli 1714 verursachte ein schweres Gewitter den großen Dorfbrand. Von ihm war auch die Kirche betroffen. Im Jahr 1730 begann der Wiederaufbau der Kirche. Sie wurde 1733 eingeweiht. Von 1791 bis 1795 wurde der heutige Kirchturm gebaut.

## Beschreibung
Die Saalkirche hat einen fünfseitig geschlossenem Chor und den Kirchturm im Westen. Das Kirchenschiff aus dünn verputzten Bruchsteinen hat hohe Bogenfenster. Der Turm hat Ecksteine und trägt über steilem Anschwung, in dem sich die Turmuhr befindet, einen schiefergedeckten Helm mit darauf sitzender Laterne. Der Innenraum mit der U-förmigen Empore ist mit einem hölzernen Spiegelgewölbe überspannt. 
Den Kanzelaltar hat 1734 Ernst Dietrich Bartels geschnitzt. Über einer hohen Sockelzone befindet sich ein zweigeschossiger Aufbau aus gedrehten Säulen und verkröpftem Gebälk. Der flache, polygonal gebrochene Kanzelkorb wird von den Figuren des Jesus Christus und den vier Evangelisten umstellt. Darüber befindet sich ein um 1800 gemaltes Bild über die Kreuzigung, flankiert von den Schnitzfiguren der Maria und des Johannes, auf der Spitze der triumphierende Christus. Auf dem Gebälk stehen Figuren von Petrus und Paulus. In der Predella ist eine plastische Abendmahlsgruppe dargestellt. Die Orgel wurde 1965 in dem Prospekt von 1885 vom neu gebaut.